# Державний кордон Азербайджану

Карта Азербайджану

Державний кордон Азербайджану (азерб. Azərbaycan Respublikasının Dövlət Sərhədi) — державний кордон, лінія на поверхні Землі та вертикальна поверхня, що проходить по цій лінії, що визначають межі державного суверенітету Азербайджану над власними територією, водами, природними ресурсами в них і повітряним простором над ними. Охороною державного кордону республіки з Росією, Грузією, Туреччиною та Іраном, а також морського кордону займається Державна прикордонна служба; охороною державного кордону з Вірменією — Сухопутні війська Національної армії.

## Сухопутний кордон
Загальна довжина кордону — 2468 км. Азербайджан межує з 5 державами. На території Азербайджану розташований анклав Вірменії — Арцвашен, територія якого під час Карабаського конфлікту була окупована та контролюється владою держави. Азербайджан має 6 ексклавів, 5 з яких знаходяться на території Вірменії: Бархударли, Верхня і Нижня Аскіпара, Кярки, Софулу. Усі вони окуповані та анексовані. Найбільший ексклав Азербайджану, Нахічеванська Автономна Республіка, лежить між територіями Туреччини (захід), Ірану (південь) та Вірменії (схід та північ). Має повітряне сполучення с метрополією та сухопутне через території Туреччини та Ірану.
Ділянки державного кордону
| Держава   | Ділянка         | Довжина (км) | Прикордонні регіони | Примітки |
| --------- | --------------- | ------------ | ------------------- | -------- |
| Вірменія  | захід           | 996          |                     |          |
| Грузія    | північний захід | 428          |                     |          |
| Іран      | південь         | 689          |                     |          |
| Росія     | північ          | 338          |                     |          |
| Туреччина | захід           | 17           |                     |          |

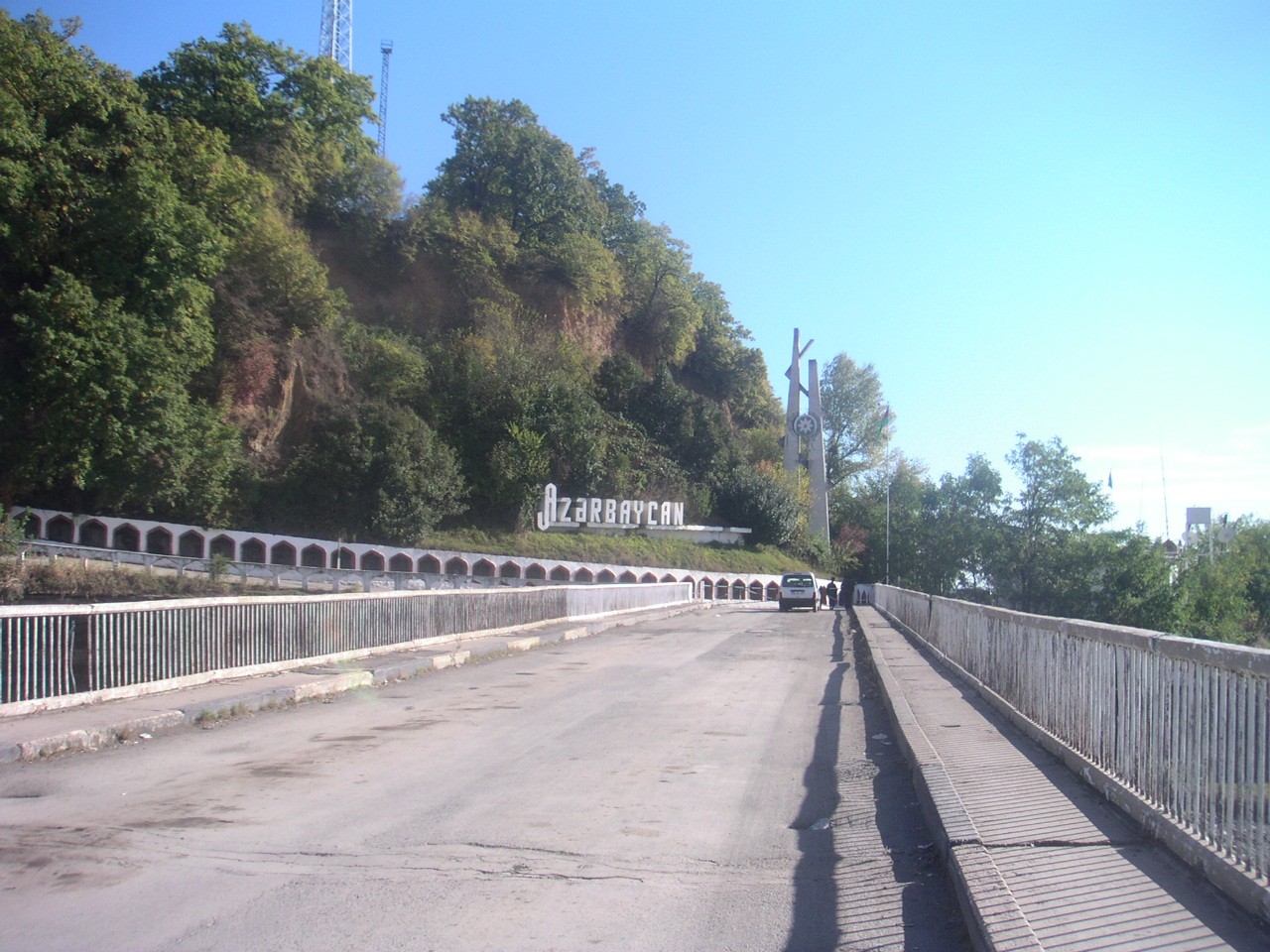
Пункт перетину кордону між Азербайджаном і Грузією в Белаканському районі,  листопад 2007 року
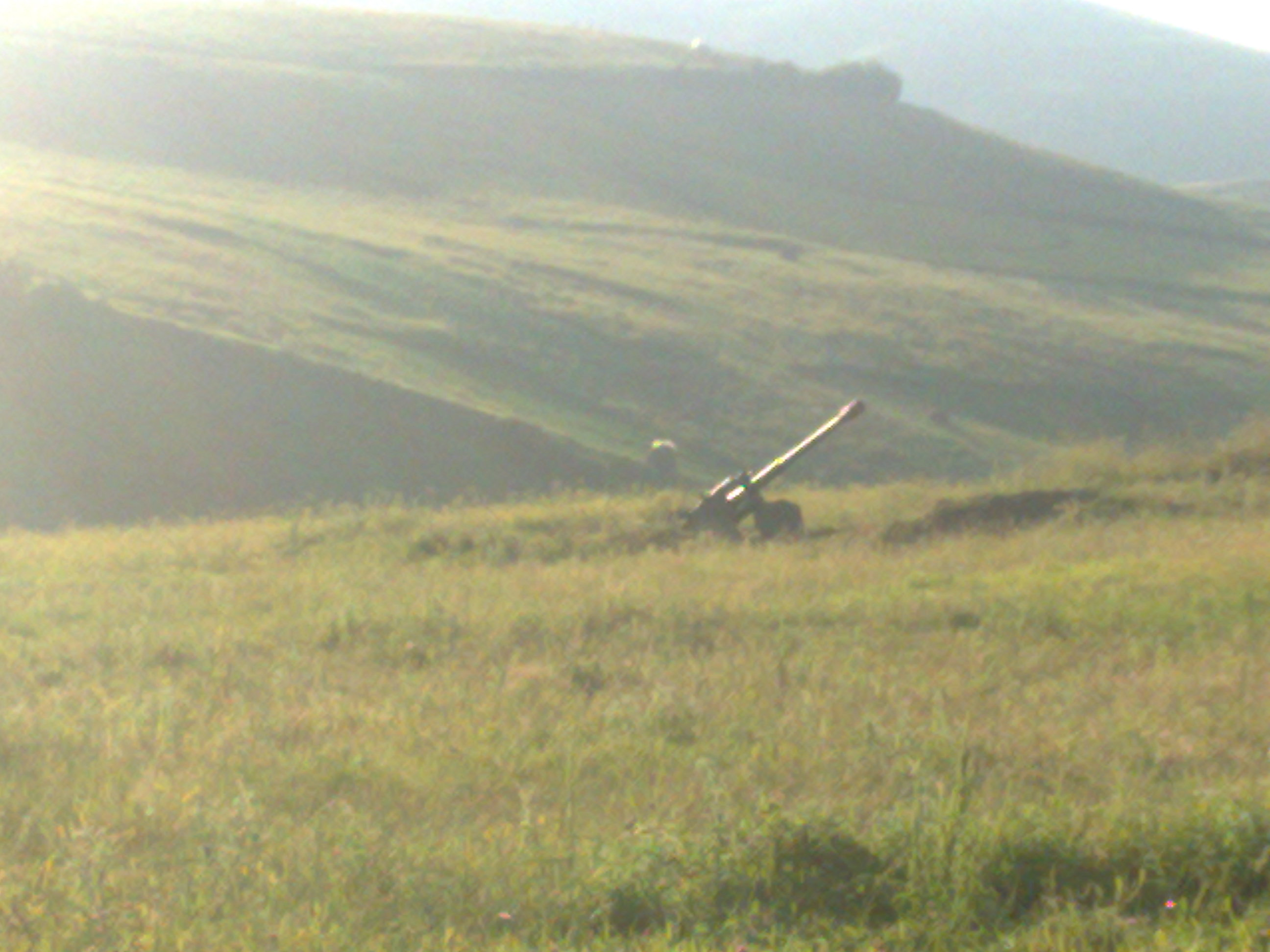
Вірменські артилерійські установки поблизу вірмено-азербайджанського кордону біля села Норашен Тавушської області Вірменії, липень 2008 року

## Морські кордони
Країна не має виходу до вод Світового океану, на сході омивається водами внутрішнього Каспійського моря. Довжина узбережжя внутрішнього Каспійського моря — 713 км.

## Спірні ділянки кордону
1988 року розпочався вірмено-азербайджанський конфлікт, після розпаду СРСР переріс у Карабаську війну. В результаті бойових дій в 1992—1993 роках збройні сили невизнаної Нагірно-Карабахської Республіки за підтримки збройних сил Вірменії встановили контроль над територією колишньої НКАО і прилеглими районами Азербайджану, що було кваліфіковано Радою безпеки ООН як окупація. Згодом ці території були включені до складу НКР.